# Adolf Regnér
Adolf Regnér, född den 3 december 1786 i Stockholm, död där den 7 februari 1852, var en  svensk tidningsutgivare och översättare. Han var son till Gustaf Regnér och Maria Elisabet Waenerberg, gift med greve Adam Bernhard Wachtmeisters naturliga dotter Maria Charlotta Grahn (1785-1829).  
Regnér blev student vid Uppsala universitet 1800 och ingick på ämbetsmannabanan, där han 1815 utnämndes till protokollssekreterare i konungens kansli. Redan som yngling fick Regnér författa uppsatser för de då av fadern redigerade Stockholms post tidningar och Inrikes tidningar. Snart uppträdde han med självständiga tidningsföretag, såsom Allmänna opinionens organ (1810) och Allmän politisk journal (1811). En artikel i den senare, om möjligheten av Finlands återförening med Sverige, ådrog honom 11 månaders fästning. Ett nytt tryckfrihetsåtal drabbade honom till följd av en notis i Sofrosyne (1815-1816), en i övrigt oskyldig modejournal. 
Han utgav samtidigt Tiden (1815) och Tidens ande (1816) samt sedermera Lycurgus (1822) och den, som det påstods, av höga vederbörande understödda Argus IV (1823-1830), riktad mot Johanssons Argus. Därefter uppträdde han flitigt i tidningspressen, såväl den inhemska som den utländska. Till Morning Post, Journal des débats och Augsburger Allgemeine Zeitung skrev han nämligen korrespondenser på tidningarnas eget språk. Hans sista egna tidningsföretag var Folkbladet (1841), ägnat att bekämpa Aftonbladet.
Regnér var under en lång följd av år en av Sveriges flitigaste översättare. Man äger av honom tolkningar av historiska arbeten efter Léon Thiessé, Jean Henri Castera, Friedrich Wilhelm Held och Otto von Corvin med flera, romaner och noveller av Friedrich de la Motte Fouqué, James Fenimore Cooper, Alexandre Dumas den äldre med flera, böcker av Sydney, lady Morgan, William Ellery Channing, Ivan Golovin och så vidare.